# William Safire

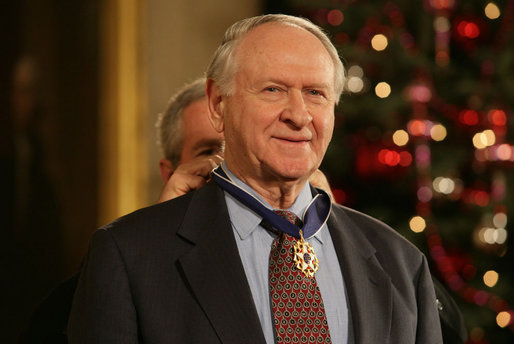
President George W. Bush geeft een onderscheiding aan William Safire

William L. Safire (New York, 17 december 1929 - Rockville (Maryland), 27 september 2009) was een Amerikaans schrijver en publicist.
Safire was afkomstig uit een Joodse familie uit The Bronx en studeerde kort aan de Universiteit van Syracuse.
Van 1955 tot 1960 werkte hij in een PR-agentschap en in 1960 en 1968 werkte hij mee aan de verkiezingscampagne van Richard Nixon. Vanaf 1968 was hij schrijver van toespraken voor Nixon en diens vicepresident Spiro Agnew. Van 1973 tot 2005 was Safire actief als columnist voor de New York Times. Sinds 2000 leidde hij de "Dana Foundation", die neurowetenschappelijke projecten ondersteunt. Naast zijn politieke columns voor The New York Times, schreef Safire voor de zondagseditie ook de etymologische columns On Language, die tevens verscheen in de International Herald Tribune. Hij schreef ook verschillende romans en boeken over politiek.
Safire noemde zichzelf een libertair conservatief. Op buitenlands vlak gold hij als een havik. In zijn columns nam hij de verdediging op van de Israëlische regering tegen elke vorm van kritiek en sprak hij zich uit tegen onderhandelingen met de Palestijnen. In zijn columns verdedigde Safire ook de oorlog in Irak en voorspelde hij een snelle zege, maar had wel kritiek op de behandeling van de krijgsgevangenen door de Amerikaanse regering.
In 1978 kreeg hij de Pulitzerprijs voor zijn commentaren op Bert Lance, een van corruptie verdachte topmedewerker van president Jimmy Carter.
Vooral sinds de aanslagen op 11 september 2001 werden de stellingen van Safire en zijn journalistieke methoden in toenemende mate gekritiseerd, onder meer door de publicist David Corn.
Hij overleed op 79-jarige leeftijd aan alvleesklierkanker.